# Life Is Strange 2
Life Is Strange 2 es un videojuego episódico de aventura gráfica desarrollado por Dontnod Entertainment y publicado por Square Enix. Fue lanzado en las plataformas PlayStation 4, Xbox One y Microsoft Windows. Es el tercer juego de la serie Life is Strange,  desarrollado por Dontnod. Al igual que el primer título, el juego está compuesto por cinco episodios. El primer episodio se estrenó el 27 de septiembre de 2018. El juego llegó a macOS y Linux en diciembre de 2019, gracias a un port desarrollado por Feral Interactive.
Un videojuego paralelo de la misma serie llamado The Awesome Adventures of Captain Spirit, el cual se lanzó en junio de 2018, sirve como una introducción para Life Is Strange 2. Su sucesor, Life Is Strange: True Colors, se lanzó al mercado en septiembre de 2021.

## Trama
Los personajes principales de Life is Strange 2 son los hermanos Sean Diaz (16), y Daniel Diaz (9), dos hermanos que llevan una vida bastante normal en Seattle, estado de Washington. Después de un evento trágico, sus vidas cambian para siempre. Ahora, huyendo de la policía y amenazado con la separación y el encarcelamiento, Sean decide llevarse a su hermano menor y buscar una vida mejor en la ciudad natal de su familia, Puerto Lobos, México.
La vida en el camino es dura y peligrosa. Los hermanos enfrentarán todo tipo de desafíos mientras emprenden valientemente un viaje que pondrá a prueba los lazos de hermandad. Jugando como Sean, deberás tomar el tipo de decisiones difíciles que puedes esperar de un juego de Life is Strange, y tendrás que vivir con las consecuencias de tus acciones. El juego se enfocará en la hermandad esta vez, junto con la necesidad de guiar y educar a tu hermano menor mientras creces. Al igual que en los juegos anteriores de la serie, Life is Strange 2 abordará una serie de problemas con los que todos nos podemos identificar y que causarán dilemas morales, requiriendo un vistazo al interior. Estos temas se unen con mayor fuerza en la forma en que Daniel se desarrollará según las lecciones que le enseñes y el modelo que decidas ser. A su vez, Life is Strange 2 contará con un nuevo poder, a diferencia de los viajes en el tiempo de su predecesor. Mientras Sean y Daniel viajan hacia México, conocerán un elenco de personajes completamente nuevos y pasarán por numerosos nuevos escenarios.

## Episodios
| Título original | Título en español           | Lanzamiento              |  |
| --- | --------------------------- | ------------------------ |  |
| |                             |                          |  |
| Episode 1: Roads | Episodio 1: Caminos         | 27 de septiembre de 2018 |  |
| Los hermanos Sean y Daniel Díaz, de 16 y 9 años, se ven obligados a abandonar su hogar después de un trágico incidente en Seattle. Temiendo a la policía, emprenden un viaje hacia México mientras intentan ocultar un repentino y misterioso poder sobrenatural. La vida en el camino es dura y ahora completamente responsable de su hermano mucho más joven, Sean comienza a darse cuenta de que sus decisiones afectarán sus vidas de manera irremediable. |                             |                          |  |
| |                             |                          |  |
| Episode 2: Rules | Episodio 2: Reglas          | 24 de enero de 2019      |  |
| Los dos hermanos continúan su viaje durante los meses de invierno, luchando contra el frío. Cuando Daniel se enferma gradualmente, Sean decide que deben dirigirse a la casa de sus abuelos distantes para recuperarse. Durante su estadía, se encuentran con el vecino de al lado Chris, un niño que cree que es un superhéroe llamado Captain Spirit. Sean insiste en que Daniel siga un conjunto de reglas en torno a su poder ¿Daniel mantendrá oculto su don o terminará rompiendo las reglas durante un momento de necesidad? |                             |                          |  |
| |                             |                          |  |
| Episode 3: Wastelands | Episodio 3: Tierras Baldías | 9 de mayo de 2019        |  |
| Los hermanos experimentan la vida al margen de la sociedad, ya que se hacen amigos de una comunidad muy unida de vagabundos y fugitivos, viéndose envueltos en un comercio ilegal entre los imponentes bosques de secuoyas de California. Sean y Daniel resuelven su determinación una vez más: las nuevas relaciones crean fricción entre ellos y ambos aprenden mucho sobre quiénes son como individuos. Inciertos sobre su propósito alguna vez unido ¿Podrán permanecer juntos o su viaje terminará prematuramente? |                             |                          |  |
| |                             |                          |  |
| Episode 4: Faith | Episodio 4: Fe              | 22 de agosto de 2019     |  |
| Gravemente herido en el condado de Humboldt, California, Sean despierta en el hospital y descubre que Daniel continúa desaparecido. Bajo arresto y enfrentando preguntas difíciles, sus opciones son limitadas: solo el pensamiento rápido y los aliados inesperados podrán asegurar su libertad. Buscando a Daniel bajo el sol abrasador de Nevada y a través de las noches heladas del desierto, Sean debe tomar las decisiones más difíciles hasta ese momento. Puerto Lobos y el sueño de libertad nunca se han sentido tan lejos ¿Se recompensará la fe de Sean en Daniel o el joven lobo habrá perdido el camino para siempre?.                                 |                             |                          |  |
| |                             |                          |  |
| Episode 5: Wolves | Episodio 5: Lobos           | 3 de diciembre de 2019   |  |
| Sean y Daniel llegan al final del camino. La frontera está cerca. Lo único que los separa de su meta son los últimos desafíos brutales a los que tendrán que enfrentarse. Atrapado entre la responsabilidad y la libertad y rodeado por todos lados, ¿podrá Sean salir de la difícil situación en la que se encuentra? Y lo que es más importante, ¿podrá Daniel seguir obedeciéndolo en estos momentos de crisis?. Cada decisión que ha tomado Sean, cada lección que ha aprendido Daniel, y cada amigo y enemigo que han hecho durante su viaje les ha llevado hasta este momento. ¿Serán capaces de sobrevivir juntos o ambos perderán su batalla contra el mundo? |                             |                          |  |

## Desarrollo
El anuncio del desarrollo del juego se produjo el 18 de mayo de 2017, a través de un video donde parte del equipo de Dontnod celebraba que el primer Life Is Strange había logrado vender 3 millones de copias. Se reveló que se trataría de un videojuego episódico, al igual que la primera entrega, y que sería publicado por Square Enix. El primer tráiler del videojuego fue revelado el 20 de agosto de 2018, así como los detalles del mismo.